# Samuel Dushkin

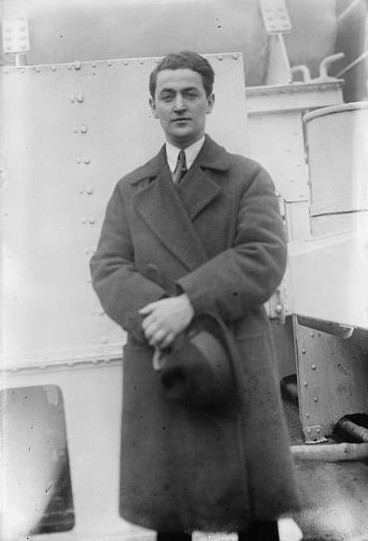
Samuel Dushkin

Samuel Dushkin (Suwałki, 13 dicembre 1891 – New York, 24 giugno 1976) è stato un violinista statunitense di origine polacca.

## Biografia
Samuel Dushkin, emigrato con la famiglia negli Stati Uniti nel 1903, studiò il violino a New York con Leopold Auer e in seguito con Guillaume Rémy (1856-1932) professore al Conservatorio di Parigi; studiò inoltre composizione con Jean-Baptiste Ganaye. Esordì a Londra e a Parigi nel 1918. Debuttò in America a New York (1924) con la New York Symphony Orchestra diretta da Walter Damrosch, effettuando poi molte tournée il tutto il mondo. 
Dushkin ha preso parte ad Amsterdam alla prima esecuzione della versione orchestrale della Tzigane di Ravel il 19 ottobre 1924, con Pierre Monteux e l’Orchestra del Concertgebouw.
All’inizio del 1931 Dushkin conobbe a Parigi Igor' Fëdorovič Stravinskij e in seguito suonò frequentemente sotto la sua direzione. Con la sua collaborazione Stravinskij scrisse e gli dedicò il Concerto per violino in Re (1931), eseguito per la prima volta il 23 ottobre del 1931 a Berlino, e il Duo concertante per violino e pianoforte (1932) eseguito ancora a Berlino il 28 ottobre 1932. 
Su suggerimento di Dushkin, Stravinskij ha arrangiato due sue composizioni nate per il balletto. Quattro movimenti del balletto Le baiser de la fée (1928) sono confluiti nel Divertissement per orchestra del 1934. Parte del Pulcinella (1920) è stato rielaborato nella seconda Suite Italienne per violino e pianoforte (1933).   
A Parigi il 16 dicembre 1932, insieme al violinista Robert Soetens, Dushkin ha preso parte alla prima esecuzione europea della Sonata in Do per due violini op. 56 (1932) di Sergej Prokof'ev.
Dushkin si impose all’attenzione del pubblico soprattutto come interprete di musiche contemporanee. 
A Parigi, Bohuslav Martinů dal maggio 1932 al febbraio 1933 ha composto il Concerto n.1 per violino e orchestra. La difficoltà tecnica della parte del violino è attribuita a Dushkin che ha collaborato in parte alla composizione. A causa delle continue obiezioni di Dushkin, Martinů è stato costretto a tornare più volte sulla stesura del Concerto, per poi metterlo da parte.
Dushkin è anche autore di revisioni e trascrizioni di opere classiche per violino e pianoforte tra cui brani di Isaac Albéniz, Georges Bizet, George Gershwin, Modest Petrovič Musorgskij, Sergei Rachmaninov, Henryk Wieniawski e altri compositori.  
Dushkin possediva diversi violini: uno Stradivari del 1701 soprannominato “Dushkin-Sandler”,  e un altro Stradivari del 1707 soprannominato “Dushkin-Bellarosa”, un Bartolomeo Giuseppe Guarneri del Gesù (1742) soprannominato “Dushkin”, ed un Guadagnini. Il suo Guarneri del Gesù è attualmente suonato da  Pinchas Zukerman.

## Scritti
- Samuel Dushkin, Working with Stravinsky, in Edwin Corle (ed.), Igor Stravinsky, New York, Duell, Sloan & Pearce, 1949